# Karaidiel
Karaidiel (ros. Караиде́ль, baszk. Ҡариҙел) – wieś (ros. село, trb. sieło) w Rosji, w Baszkortostanie. W 2010 roku liczyła 5980 mieszkańców.